# 라지브 수리
라지브 수리(힌디어: राजीव सूरी, 1967년 10월 10일~)는 인도 태생의 싱가포르 기업인으로, 현 노키아 CEO이다.
노키아가 2017년 스마트폰 시장 진출의 일환으로서 참석하는 2017년 2월 모바일 월드 콩그레스에서, 수리 CEO가 기조연설을 하게 된다.